# Nothocalais cuspidata
Nothocalais cuspidata là một loài thực vật có hoa trong họ Cúc. Loài này được (Pursh) Greene mô tả khoa học đầu tiên năm 1886.